# Brugg (district)
Het district Brugg is een district van het kanton Aargau. De hoofdplaats is Brugg. Het district omvat 32 gemeenten, heeft een oppervlakte van 149,31 km² en heeft 45.135 inwoners (eind 2004). Met ingang van 1 januari 2006 werden de gemeenten Stilli en Villigen tot de gemeente Villigen samengevoegd.

## Gemeenten
| Wapenschild     | Gemeentenaam    | Inwoners (31/12/2004) | Oppervlakte (km²) |
| --------------- | --------------- | --------------------- | ----------------- |
| Auenstein       | Auenstein       | 1445                  | 5,68              |
| Birr            | Birr            | 3751                  | 5,05              |
| Birrhard        | Birrhard        | 657                   | 3,00              |
| Bözen           | Bözen           | 640                   | 3,96              |
| Brugg           | Brugg           | 9212                  | 5,58              |
| Effingen        | Effingen        | 602                   | 6,85              |
| Elfingen        | Elfingen        | 248                   | 4,21              |
| Gallenkirch     | Gallenkirch     | 128                   | 1,37              |
| Habsburg        | Habsburg        | 399                   | 2,23              |
| Hausen          | Hausen          | 2638                  | 3,21              |
| Linn            | Linn            | 144                   | 2,54              |
| Lupfig          | Lupfig          | 1936                  | 5,15              |
| Mandach         | Mandach         | 308                   | 5,54              |
| Mönthal         | Mönthal         | 404                   | 3,94              |
| Mülligen        | Mülligen        | 840                   | 3,16              |
| Oberbözberg     | Oberbözberg     | 520                   | 5,45              |
| Oberflachs      | Oberflachs      | 456                   | 3,38              |
| Remigen         | Remigen         | 1034                  | 7,87              |
| Riniken         | Riniken         | 1384                  | 4,76              |
| Rüfenach        | Rüfenach        | 794                   | 4,17              |
| Scherz          | Scherz          | 579                   | 3,30              |
| Schinznach-Bad  | Schinznach-Bad  | 1278                  | 1,90              |
| Schinznach-Dorf | Schinznach-Dorf | 1704                  | 8,91              |
| Thalheim        | Thalheim        | 777                   | 9,92              |
| Umiken          | Umiken          | 1066                  | 0,80              |
| Unterbözberg    | Unterbözberg    | 711                   | 6,11              |
| Veltheim        | Veltheim        | 1382                  | 5,24              |
| Villigen        | Villigen        | 1429                  | 10,64             |
| Villnachern     | Villnachern     | 1364                  | 5,75              |
| Windisch        | Windisch        | 6657                  | 4,91              |

Aarau · Baden · Bremgarten · Brugg · Kulm · Laufenburg · Lenzburg · Muri · Rheinfelden · Zofingen · Zurzach